# Lorenzo Natali
Lorenzo Natali (Florencia, 2 de octubre de 1922-Roma, 29 de agosto de 1989) fue un periodista y político italiano, figura destacada de la Unión Europea, que fue nombrado ministro en varias ocasiones en su país y ocupó en dos ocasiones el cargo de vicepresidente de la Comisión Europea.

## Biografía
En 1944 se une a la Resistencia contra los nazis y se alista en el Corpo Italiano di Liberazione de su país y es herido en combate por lo que recibe una condecoración. Tras el final de la Segunda Guerra Mundial es elegido diputado y se hace miembro del consejo nacional del partido demócrata cristiano. Ocuparía varios ministerios en las décadas siguientes.
En calidad de ministro de agricultura desempeñó un rol trasendental en el desarrollo de una amplia red de alianzas con los gobiernos y líderes de los países de África, Caribe y Pacífico (ACP).
Entre 1977 y 1981 fue vicepresidente de la Comisión Europea (CE), encargándose de la ampliación, medio ambiente, de la seguridad en materia nuclear y de las relaciones con el Parlamento Europeo.
En el curso de sus funciones contribuyó decisivamente al éxito en las adhesiones de Grecia, Portugal y España. También puso en marcha medidas concretas para protección del medio ambiente y la calidad de vida.
Entre 1981 y 1985 fue vicepresidente de la CE encargado de la política mediterránea, la ampliación y la información. Entre 1985 y 1989 fue nuevamente vicepresidente de la CE encargado esta vez de la cooperación al desarrollo. En 1986 fue nombrado hijo adoptivo de la ciudad española de Cuenca, en el contexto del hermanamiento de dicha ciudad con la italiana de L'Aquila.

## Premios y reconocimientos
El Premio de periodismo Lorenzo Natali se creó en 1992 para reconocer la excelencia en la información sobre temas relacionados con la desigualdad, la erradicación de la pobreza, el desarrollo sostenible, el medioambiente, la biodiversidad, la acción para el clima, la tecnología (incluyendo la brecha digital, la conectividad, la gobernanza digital y el emprendimiento), el empleo, la educación y el desarrollo del talento, las migraciones, el acceso y la asistencia sanitaria, la paz, la democracia y los derechos humanos. Fue instaurado por la Comisión Europea y recibe su nombre por ser uno de los primeros precursores de las alianzas internacionales contra los retos globales de la sociedad.